# Morales del Rey
Morales del Rey ist ein nordspanischer Ort und eine Gemeinde (municipio) mit 517 Einwohnern (Stand: 2024) in der Provinz Zamora in der Autonomen Gemeinschaft Kastilien-León.

## Lage
Der Ort Morales del Rey liegt am Fuß der Sierra de Carpurias in einer Schleife des Flüsschens Eria in einer Höhe von etwa 720 Metern ü. d. M. Die Entfernung nach Benavente beträgt etwa 20 Kilometer (Fahrtstrecke) in südöstlicher Richtung; die Stadt Astorga liegt etwa 60 Kilometer nordwestlich. Zur Gemeinde gehört auch das etwa 150 Einwohner zählende Dorf Vecilla de la Polvorosa.

## Bevölkerungsentwicklung
| Jahr      | 1960  | 1970  | 1981 | 1991 | 2000 | 2014 |
| Einwohner | 1.278 | 1.116 | 915  | 828  | 729  | 636  |

Seit der Mitte des 19. Jahrhunderts lag die lag die Einwohnerzahl der Gemeinde bei weit über 1.000 Personen; zu Beginn des 20. Jahrhunderts waren es sogar über 1.800. Aufgrund der zunehmenden Mechanisierung der Landwirtschaft fehlten danach jedoch Arbeitsplätze, was eine immer noch anhaltende Landflucht auslöste.

## Wirtschaft
Bis zur Mitte des 20. Jahrhunderts lebten die meisten Bewohner der Gemeinde als Selbstversorger von der Feldwirtschaft und von ein wenig Viehzucht. Heute werden viele leerstehende Häuser als Ferienwohnungen (casas rurales) vermietet.

## Geschichte
Auf dem Gemeindegebiet stehen die Überreste eines megalithischen Großsteingrabes aus der Zeit um 3500 bis 4000 v. Chr. Anhand von Keramikscherben (darunter auch terra sigillata-Bruchstücke) ist die Existenz eines römischen Landgutes (villa rustica) nahe beim Dolmen wahrscheinlich, doch sind bislang keine Ausgrabungen an der Fundstelle unternommen worden; ein weiterer derartiger Fundort nahe bei der Einmündung des Río Eria in den Río Órbigo wurde im Jahr 1998 ausgegraben. Kelten, Westgoten und Mauren hielten sich wahrscheinlich ebenfalls in der Gegend auf, haben jedoch keine archäologisch verwertbaren Spuren hinterlassen.

## Sehenswürdigkeiten
- Die Überreste des El Tesoro genannten Dolmens befinden sich etwa einen Kilometer nordwestlich des Ortes. Die Decksteine der runden Grabkammer und der oberhalb befindliche Erdhügel (tumulus) sind bereits seit langem verschwunden. Der Gang weist – wie üblich – in Richtung Südosten, also in Richtung des Sonnenaufgangs zur Zeit der Wintersonnenwende. Das Monument ist eines der wenigen Zeugnisse aus der Zeit der Megalithkulturen in der Provinz Zamora; die anderen finden sich ebenfalls in den Carpurias-Hügeln (z. B. Casetón de los Moros bei Arrabalde). Ende des 20. Jahrhunderts wurde ein Nachbau des ursprünglichen Großsteingrabes unmittelbar neben den Resten des alten platziert.
- Die ehemalige Schule des Ortes wurde in ein Informationszentrum zur Jungsteinzeit in der Region (Aula arqueológica) umfunktioniert.
- Die Pfarrkirche San Pelayo ist ein schlichter einschiffiger Bau des 16. Jahrhunderts mit einer kleinen, auf hölzernen Stützen ruhenden, Vorhalle (portico) im Westen. Darüber befindet sich ein dreiteiliger Glockengiebel (espadaña).

## Persönlichkeiten
- Damián Yáñez Neira (1916–2015), spanischer Trappist und Ordenshistoriker
- Rafael Palmero (1936–2021), römisch-katholischer Geistlicher und Bischof von Orihuela-Alicante